# Viridasius
Viridasius is een monotypisch geslacht van spinnen uit de familie van de Viridasiidae.

## Soort
- Viridasius fasciatus (Lenz, 1886)[2]